# Żupan

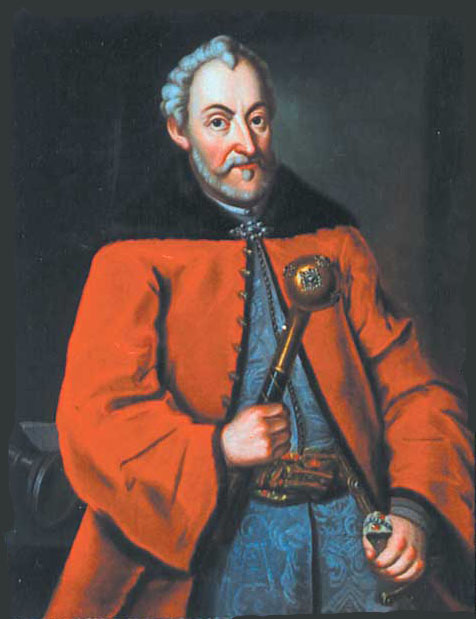
Hatmanul Jan Zamoyski în delia purpurie, cu zupan din mătase albastră. Ține în mâna dreaptă buława (bastonul) de hatman.

Żupanul (pronunțat jupan) era o haină bărbătească lungă, adeseori viu colorată, purtată de membrii șleahtei, (nobilii polonezi) din Regatul Poloniei iar mai apoi din Uniunea statală polono-lituaniană. Numele venea din italienescul "giuppa", care la rândul lui era împrumutat din arabă. Se pare că prima menționare scrisă a unui żupan este făcută în 1393, dar a devenit un obiect de îmbrăcminte specific șleahtic doar pe la mijlocul secolului al XVI-lea. Żupanul era o robă lungă, deseori deschisă în față, cu mâneci lungi și cu un rând de nasturi decorativi guzy, iar, de prin ultimul sfert al secolului al XVI-lea, având și guler cu blană. Croiala acestui obiect de îmbrăcăminte nu s-a schimbat prea mult de-a lungul anilor, singurele variații fiind cele ale formei și dimensiunilor gulerului sau a materialului din care era confecționat. La început, żupanul era făcut din postav (țesătură groasă din lână), căptușit cu blană și încins cu o centură de care era agățată sabia. Cu timpul, s-au folosit țesături mai subțiri, żupanul fiind purtat pe sub bekiesza, delia, kontusz, ferezja, szuba, și burka, iar centura a devenit un obiect ornamental viu colorat. 
Żupanul era de obicei folosit ca obiect de îmbrăcăminte pe sub armură, putând fi considerat un veston militar, în special dacă vorbim despre versiunea croită pentru cavaleriști, żupanik. Pe la sfârșitul secolului al XVII-lea, żupan a fost purtat pe sub kontusz, aceste două obiecte de îmbrăcăminte devenind costumul național polonez până la mijlocul secolului al XIX-lea. 
Żupanul era confecționat din felurite țesături, și a început să fie purtat nu numai de șleahtici, dar și de membrii altor clase sociale. Magnații purtau żupane confecționate din cele mai scumpe țesături ce se găseau la vremea respectivă, importate din Persia, de obicei de culoare purpurie, iar mai apoi confecționate din mătase (brocart și damasc), totul împodobit cu nasturi din aur și cu blănuri scumpe. Șleahticii bogați îi imitau pe magnați, folosind zupane din mătase sau pânză de in, în vreme ce șleahticii mărunți foloseau zupane confecționate din țesături de lână albă (vara) sau gri (iarna). 
În secolul al XVIII-lea, zupanul era confecționat dintr-o țesătură mult mai subțire, cu mâneci lungi și largi, în vreme ce căptușeala era confecționată din pânză ieftină (in sau bumbac). Împreună cu kontuszul, centura din pânză colorată și pantalonii asortați a reprezentat costumul național polonez pânăla sfârșitul secolului al XIX-lea. 